# Erionota
Genre
Le genre Erionota regroupe des insectes lépidoptères de la famille des Hesperiidae et de la sous-famille des Hesperiinae.

## Liste des espèces
- Erionota acroleuca (Wood-Mason et de Nicéville, 1881)
  - Erionota acroleuca apex Semper, 1892; dans le sud du Viet-Nam.
- Hesperia assiniboia (Lyman, 1892).
- Erionota grandis (Leech, 1890) dans l'ouest de la Chine.
  - Erionota grandis grandis
  - Erionota grandis alsatia Evans;
- Erionota harmachis (Hewitson, 1878) à Sumatra.
- Erionota hislopi Evans, 1956;
- Erionota hiraca (Moore, 1881)
- Erionota surprisa de Jong et Treadaway, 1993.
- Erionota sybirita (Hewitson, 1876)
- Erionota thrax (Linnaeus, 1767)
- Erionota torus Evans, 1941
- Erionota tribus Evans, 1941;

### Source
- funet